# 용성중학교 (충북)
용성중학교는 대한민국 충청북도 청주시 상당구 용정동에 있는 공립 중학교이다.

## 학교 연혁
- 2005년 11월 1일 : 용성중학교 24학급 설립 인가
- 2009년 3월 3일 : 제1회 입학식(271명)
- 2024년 1월 24일 : 제13회 졸업식(204명, 총 3,020명)
- 2024년 3월 1일 : 제6대 김경희 교장 부임
- 2024년 3월 4일 : 제16회 입학식(224명)

## 참고 자료
- 용성중학교 - 한국교육학술정보원 학교알리미